# بخش بالکارس
بخش بالکارس پارتیدو (به اسپانیایی: Partido de Balcarce) یک منطقهٔ مسکونی در آرژانتین است که در استان بوئنوس آیرس واقع شده‌است. بخش بالکارس پارتیدو ۴٬۱۲۰ کیلومتر مربع مساحت و ۴۲٬۰۴۰ نفر جمعیت دارد.